# Union Carbide
Union Carbide Corporation, actualment pertanyent a Dow Chemical des de l'any 2001, és una indústria química fundada el 1917 especialitzada en la producció de productes químics com insecticides i polimèrics que se sotmeten a un o més canvis químics pels clients abans d'arribar al producte final comercial. Actualment té més de 2.400 empleats. Entre els seus productes es troben una gran varietat de commodities o productes de gran volum, tot i que també generen productes per a mercats més petits pertanyents al món de l'agricultura, de la pintura, automoció, cosmètica, petrolíferes, tèxtils, farmacèutics, productes per la llar, etc.
Els seus investigadors desenvoluparen una fórmula econòmica per a l'obtenció d'etilè a partir de líquids del gas natural, com ara l'età i el propà. Aquesta tècnica sintètica donà peu al naixement de la indústria petroquímica moderna.
Esdevingué mundialment coneguda degut al pitjor accident industrial de la història a la seva planta de Bhopal, Índia, anomenada Union Carbide India Limited, l'any 1984. Union Carbide fou declarada culpable d'aquest accident, però en negà la responsabilitat i se'n segueix desentenent actualment.